# NGC 3726
NGC 3726 is een balkspiraalstelsel in het sterrenbeeld Grote Beer. Het hemelobject werd op 5 februari 1788 ontdekt door de Duits-Britse astronoom William Herschel.

## Synoniemen
- UGC 6537
- MCG 8-21-51
- ZWG 242.45
- IRAS11306+4718
- PGC 35676